# Великий солдат
«Великий солдат», «Маленький великий солдат» (англ. Little Big Soldier, кит. 大兵小將) — китайський фільм з Джекі Чаном у головній ролі. Світова прем'єра відбулася 11 лютого, в Україні — 8 липня 2010 року.

## Сюжет
Події відбуваються в період Троєцарства (Період Саньго). Це був час міжусобиць в Китаї, коли ворогуючі держави вели один з одним нескінченні війни за першість у Піднебесній. Армії князівств Лян і Вей зійшлися в жорстокій битві, яка тривала весь день. І до його результату лише двоє супротивників вціліли — молодий шляхетний генерал, що рветься до подвигів і слави, і простий воїн — спритний хитрун, який більше всього на світі не хотів би саме воювати. Тепер йому випала рідкісна удача — він захоплює пораненого ворожого воєначальника в полон. Якщо він зуміє доставити його до свого повелителя, то він отримає свободу, довічне звільнення від військової служби і власну землю, на якій він міг би зайнятися господарством — а це все, що він хотів би від життя.
Генерал — молодий, сповнений гідності, як людина високого становища, солдат — занадто багато прожив, щоб бути запальним, і занадто довго трудився на землі, щоб не любити її. Вони прагнуть до різних цілей, але загальний шлях об'єднує їх. Кожен зробить свій вибір і у кожного він буде єдиновірним.

## Виробництво
«Великий солдат» — 99-й фільм Джекі Чана та перша співпраця з режисером Дін Шенгом. 
Фільм знятий у період з січня 2009 по квітень 2009-го в Юньнань, Китай.